# Pholcus velitchkovskyi
Espèce
Pholcus velitchkovskyi est une espèce d'araignées aranéomorphes de la famille des Pholcidae.

## Distribution
Cette espèce se rencontre  en Russie, en Ukraine et en Iran.

## Description
Le mâle décrit par  en mesure 4,2 mm et la femelle 4,5 mm.

## Systématique et taxinomie
Cette espèce a été décrite par Kulczyński en 1913.

## Étymologie
Cette espèce est nommée en l'honneur de Vladimir Velitchkovsky.

## Publication originale
- Kulczyński, 1913 : Arachnoidea. Faune du district de Walouyki du gouvernement de Woronège (Russie), Cracovie, vol. 10, p. 1-30.